# Verbascum iconium
Verbascum iconium är en flenörtsväxtart som beskrevs av Hub.-mor.. Verbascum iconium ingår i släktet kungsljus, och familjen flenörtsväxter. Inga underarter finns listade i Catalogue of Life.